# Línea 331 (Interurbanos Madrid)
La línea 331 de la red de autobuses interurbanos de Madrid une la Estación Sur con Rivas Futura (Rivas-Vaciamadrid).

## Características
Esta línea une Madrid con los barrios de Santa Mónica y Rivas Futura de Rivas-Vaciamadrid. El recorrido total tiene una duración media de unos 30 minutos.
La línea no mantiene los mismos horarios todo el año, desde el 1 al 31 de agosto se reducen el número de expediciones los días laborables entre semana (sábados laborables, domingos y festivos tienen los mismos horarios todo el año), además de los días excepcionales vísperas de festivo y festivos de Navidad en los que los horarios también cambian y se reducen.
Está operada por la empresa La Veloz mediante la concesión administrativa VCM-301 - Madrid – Valdelaguna – San Martín de la Vega (Viajeros Comunidad de Madrid) del Consorcio Regional de Transportes de Madrid.

### Frecuencias
| Lunes a viernes laborables (1 sept. - 15 julio)   |
| De 6:15 a 22:30 cada 15 minutos                   |
| A 23:00 - 0:00 - 1:00                             |
| Lunes a viernes laborables (16 julio - 31 agosto) |
| De 6:18 a 0:36 cada 18 minutos                    |
| Sábados laborales, domingos y festivos            |
| De 6:30 a 1:00 cada 30 minutos                    |

| Lunes a viernes laborables (1 sept. - 15 julio)   |
| De 5:15 a 21:30 cada 15 minutos                   |
| A 21:34 - 22:04 - 22:34 - 23:04 - 23:34           |
| Lunes a viernes laborables (16 julio - 31 agosto) |
| De 5:24 a 23:42 cada 18 minutos                   |
| Sábados laborales, domingos y festivos            |
| De 5:30 a 0:00 cada 30 minutos                    |

1. ↑   A las 7:50 hay servicio entre I.E.S. Las Lagunas y I.E.S Antares
2. ↑   A las 14:20 hay servicio entre I.E.S. Antares y I.E.S. Las Lagunas

### Material móvil
| Marca         | Modelo               | Año  | Combustible |
| ------------- | -------------------- | ---- | ----------- |
| Scania        | K320UB4X2LB Citywide | 2018 | Híbrido     |
| Iveco Bus     | Crossway LE          | 2016 | Diésel      |
| Setra         | S 418 LE             | 2020 | Diésel      |
| Mercedes-Benz | O-530 Citaro C2      | 2022 | Híbrido     |

## Recorrido y paradas
NOTA: Debido a las obras del nuevo intercambiador de Conde de Casal, las paradas sombreadas en naranja sustituyen a aquellas sombreadas en rojo, desde el 17 de febrero de 2025 hasta fin de obras.

### Sentido Rivas Futura
La línea sale del intercambiador de Conde de Casal y se incorpora a la A-3, haciendo todas las paradas intermedias hasta Valdemingómez y cogiendo la salida 13 para incorporarse a la vía de servicio donde se toma la primera salida para entrar dentro del casco urbano de Rivas-Vaciamadrid.
Una vez entrado en el municipio, pasa cerca de su ayuntamiento y toma la Avenida Covibar, girando hacia la izquierda poco después para tomar la Avenida Gabriel García Márquez, y luego la Avenida de Miguel Hernández. En el cruce con la Avenida de los Almendros, coge esta vía y hace algunas paradas, girando en el cruce con las calles Acebo y Aloe. Poco después, pasando por el barrio de Santa Mónica y por el centro comercial homónimo, coge la Avenida de Ramón y Cajal y la Avenida del Cerro del Telégrafo, donde se ubica el emplazamiento del mismo nombre. Continúa por la Avenida Pilar Miró y se interseca con la Avenida de Aurelio Álvarez. 
En este punto, toma esta avenida para llegar a la zona comercial, pasando por la estación de Rivas Futura y girando en la calle de Juan de la Cierva. Continúa hasta la intersección con la calle Tomás Edison, donde ubica su cabecera, enfrente del Centro Comercial H2Ocio.
| Código                                                                    | Parada                                      | Común con                                        | Conexiones con Metro y Cercanías | Municipio         | Zona |
| ------------------------------------------------------------------------- | ------------------------------------------- | ------------------------------------------------ | -------------------------------- | ----------------- | ---- |
| 07433                                                                     | Av. Mediterráneo - Conde de Casal           | 332 333 334 336 337 339                          | Conde de Casal                   | Madrid            |      |
| 50057                                                                     | Estación de Méndez Álvaro                   |                                                  | Méndez Álvaro                    | Madrid            |      |
| 3350                                                                      | Mediterráneo-Pérez de Ayala                 | 145 E 332 333 334 339 341                        |                                  | Madrid            |      |
| 3351                                                                      | Mediterráneo-Pío Felipe                     | 145 E 332 333 334 339 341                        |                                  | Madrid            |      |
| 3353                                                                      | Mediterráneo-Pablo Neruda                   | 63 145 E 312 312A 332 333 334 336 337 339 341    |                                  | Madrid            |      |
| 5150                                                                      | Mediterráneo-Politécnico                    | 63 145 312 312A 332 333 334 336 337 339 341      |                                  | Madrid            |      |
| 2612                                                                      | Mediterráneo-Democracia                     | 63 145 E 312 312A 332 333 334 336 337 339 341    |                                  | Madrid            |      |
| 07439                                                                     | Mediterráneo-Santa Eugenia                  | 312 312A 332 333 334 336 337 339 341 351 352 353 | Santa Eugenia                    | Madrid            |      |
| 07519                                                                     | Av. Covibar - Rosa                          | 333 334                                          |                                  | Rivas-Vaciamadrid |      |
| 09784                                                                     | Av. Covibar - Colegio                       | 333 334                                          |                                  | Rivas-Vaciamadrid |      |
| 16041                                                                     | Gabriel Gª Márquez - Av. Covibar            | 330                                              |                                  | Rivas-Vaciamadrid |      |
| La expedición de las 7:50 en días lectivos comienza AQUÍ                  |                                             |                                                  |                                  |                   |      |
| 16042                                                                     | Av. Gabriel García Márquez - Instituto      | 330                                              |                                  | Rivas-Vaciamadrid |      |
| 09101                                                                     | Av. Miguel Hernández - Los Astros           | 330 334 1                                        |                                  | Rivas-Vaciamadrid |      |
| 07518                                                                     | Av. Miguel Hernández - Colegio              | 330 334 1                                        |                                  | Rivas-Vaciamadrid |      |
| 07506                                                                     | Av. Almendros - Junkal                      | 333                                              |                                  | Rivas-Vaciamadrid |      |
| 07507                                                                     | Av. Almendros - Boros                       |                                                  |                                  | Rivas-Vaciamadrid |      |
| 07508                                                                     | Av. Almendros - Urb. El Tejar               |                                                  |                                  | Rivas-Vaciamadrid |      |
| 07509                                                                     | Av. Almendros - Acebo                       |                                                  |                                  | Rivas-Vaciamadrid |      |
| 12610                                                                     | Aloe - Acebo                                | 1                                                |                                  | Rivas-Vaciamadrid |      |
| 20470                                                                     | Aloe - Torcada                              | 1                                                |                                  | Rivas-Vaciamadrid |      |
| 20684                                                                     | Av. Ramón y Cajal - Centro Salud            | 1                                                |                                  | Rivas-Vaciamadrid |      |
| La expedición de las 7:50 en días lectivos realiza las siguientes paradas |                                             |                                                  |                                  |                   |      |
| 12614                                                                     | Av. Pablo Iglesias - Azalea                 | 330 334                                          |                                  | Rivas-Vaciamadrid |      |
| 13275                                                                     | Av. Pablo Iglesias - Saramago               | 330 334                                          |                                  | Rivas-Vaciamadrid |      |
| 13273                                                                     | Av. Pablo Iglesias - Jorge Guillén          | 334                                              |                                  | Rivas-Vaciamadrid |      |
| 13253                                                                     | Av. Pablo Iglesias - Jovellanos             | 330 332 334                                      |                                  | Rivas-Vaciamadrid |      |
| 13279                                                                     | Av. Ramón y Cajal - Manzano                 | 1                                                |                                  | Rivas-Vaciamadrid |      |
| 12800                                                                     | Av. Ramón y Cajal - Instituto               | 333 1                                            |                                  | Rivas-Vaciamadrid |      |
| 13052                                                                     | Av. Cerro Del Telégrafo - Manzano           | 1                                                |                                  | Rivas-Vaciamadrid |      |
| 13053                                                                     | Av. Cerro Del Telégrafo - Robledal          | 1                                                |                                  | Rivas-Vaciamadrid |      |
| 15688                                                                     | Av. Pilar Miró - Jovellanos                 | 1                                                |                                  | Rivas-Vaciamadrid |      |
| 18681                                                                     | Fernando Trueba - Instituto                 |                                                  |                                  | Rivas-Vaciamadrid |      |
| El resto de expediciones realizan las siguientes paradas                  |                                             |                                                  |                                  |                   |      |
| 16720                                                                     | Av. Ramón y Cajal - Amapola                 | 333 1                                            |                                  | Rivas-Vaciamadrid |      |
| 16055                                                                     | Av. Cerro Del Telégrafo - Instituto         | 1                                                |                                  | Rivas-Vaciamadrid |      |
| 13052                                                                     | Av. Cerro Del Telégrafo - Manzano           | 1                                                |                                  | Rivas-Vaciamadrid |      |
| 13053                                                                     | Av. Cerro Del Telégrafo - Robledal          | 1                                                |                                  | Rivas-Vaciamadrid |      |
| 15688                                                                     | Av. Pilar Miró - Jovellanos                 | 1                                                |                                  | Rivas-Vaciamadrid |      |
| 16611                                                                     | Av. Pilar Miró - Adolfo Marsillach          | 1                                                |                                  | Rivas-Vaciamadrid |      |
| 16068                                                                     | Av. Pilar Miró - María Guerrero             | 1                                                |                                  | Rivas-Vaciamadrid |      |
| 16066                                                                     | Av. Pilar Miró - Av. Ángel Saavedra         | 1                                                |                                  | Rivas-Vaciamadrid |      |
| 20465                                                                     | Av. Ángel Saavedra - Av. Aurelio Álvarez    |                                                  |                                  | Rivas-Vaciamadrid |      |
| 20462                                                                     | Av. Aurelio Álvarez - Av. Pablo Iglesias    |                                                  |                                  | Rivas-Vaciamadrid |      |
| 18880                                                                     | Av. Aurelio Álvarez - Est. Rivas Futura     | 1                                                | Rivas Futura                     | Rivas-Vaciamadrid |      |
| 21060                                                                     | Juan De La Cierva - Prof. Fuster Y Menéndez | 1                                                |                                  | Rivas-Vaciamadrid |      |
| 21068                                                                     | Juan De La Cierva - María Montessori        | 1                                                |                                  | Rivas-Vaciamadrid |      |
| 21062                                                                     | Tomás Edison - C. C. H2ocio                 | 334 1                                            |                                  | Rivas-Vaciamadrid |      |
| 21061                                                                     | Tomás Edison - C. C. H2ocio                 | 1                                                |                                  | Rivas-Vaciamadrid |      |

### Sentido Madrid
El recorrido de la vuelta es idéntico, salvo que en algunas zonas se hacen menos paradas, como es el caso de la A-3 al no hacerse la equivalente de vuelta del Campus Sur de la Universidad Politécnica de Madrid (ésta correspondería a la denominada Mediterráneo - Democracia, existente a la ida.
| Código                                                                                     | Parada                                      | Común con                                                         | Conexiones con Metro y Cercanías | Municipio         | Zona |
| ------------------------------------------------------------------------------------------ | ------------------------------------------- | ----------------------------------------------------------------- | -------------------------------- | ----------------- | ---- |
| 21061                                                                                      | Tomás Edison - C. C. H2ocio                 | 1                                                                 |                                  | Rivas-Vaciamadrid |      |
| 21067                                                                                      | Juan De La Cierva - María Montessori        | 1                                                                 |                                  | Rivas-Vaciamadrid |      |
| 21059                                                                                      | Juan De La Cierva - Prof. Fuster Y Menéndez | 1                                                                 |                                  | Rivas-Vaciamadrid |      |
| 18881                                                                                      | Av. Aurelio Álvarez - Est. Rivas Futura     | 1                                                                 | Rivas Futura                     | Rivas-Vaciamadrid |      |
| 20463                                                                                      | Av. Aurelio Álvarez - Av. Levante           |                                                                   |                                  | Rivas-Vaciamadrid |      |
| 20464                                                                                      | Av. Ángel Saavedra - Auditorio Miguel Ríos  |                                                                   |                                  | Rivas-Vaciamadrid |      |
| 16065                                                                                      | Av. Pilar Miró - Bernardo Atxaga            | 1                                                                 |                                  | Rivas-Vaciamadrid |      |
| 16067                                                                                      | Av. Pilar Miró - José Mª Rodero             | 1                                                                 |                                  | Rivas-Vaciamadrid |      |
| 16612                                                                                      | Av. Pilar Miró - Nuria Espert               | 1                                                                 |                                  | Rivas-Vaciamadrid |      |
| 15689                                                                                      | Av. Pilar Miró - José Isbert                | 1                                                                 |                                  | Rivas-Vaciamadrid |      |
| 15687                                                                                      | Av. Pilar Miró - Carmen Maura               | 1                                                                 |                                  | Rivas-Vaciamadrid |      |
| 13051                                                                                      | Av. Cerro Del Telégrafo - Manzano           | 1                                                                 |                                  | Rivas-Vaciamadrid |      |
| 13050                                                                                      | Av. Cerro Del Telégrafo - Av. Ramón y Cajal | 1                                                                 |                                  | Rivas-Vaciamadrid |      |
| 16721                                                                                      | Av. Ramón y Cajal - Amapola                 | 333 1                                                             |                                  | Rivas-Vaciamadrid |      |
| La expedición de las 14:35 en días lectivos comienza AQUÍ y realiza las siguientes paradas |                                             |                                                                   |                                  |                   |      |
| 18681                                                                                      | Fernando Trueba - Instituto                 |                                                                   |                                  | Rivas-Vaciamadrid |      |
| 15689                                                                                      | Av. Pilar Miró - José Isbert                | 1                                                                 |                                  | Rivas-Vaciamadrid |      |
| 15687                                                                                      | Av. Pilar Miró - Carmen Maura               | 1                                                                 |                                  | Rivas-Vaciamadrid |      |
| 13051                                                                                      | Av. Cerro Del Telégrafo - Manzano           | 1                                                                 |                                  | Rivas-Vaciamadrid |      |
| 13050                                                                                      | Av. Cerro Del Telégrafo - Av. Ramón y Cajal | 1                                                                 |                                  | Rivas-Vaciamadrid |      |
| 13280                                                                                      | Av. Ramón y Cajal - Jovellanos              | 1                                                                 |                                  | Rivas-Vaciamadrid |      |
| 13272                                                                                      | Av. Pablo Iglesias - Orégano                | 330 332 334 1                                                     |                                  | Rivas-Vaciamadrid |      |
| 13274                                                                                      | Av. Pablo Iglesias - Primavera              | 330 332 334 1                                                     |                                  | Rivas-Vaciamadrid |      |
| 13276                                                                                      | Av. Pablo Iglesias - Saramago               | 330 334 1                                                         |                                  | Rivas-Vaciamadrid |      |
| 12617                                                                                      | Av. Pablo Iglesias - Amapola                | 330 334 1                                                         |                                  | Rivas-Vaciamadrid |      |
| El resto de expediciones realizan las siguientes paradas                                   |                                             |                                                                   |                                  |                   |      |
| 20685                                                                                      | Av. Ramón y Cajal - Centro Salud            | 1                                                                 |                                  | Rivas-Vaciamadrid |      |
| 11623                                                                                      | Encina Verde - Colegio                      | 1                                                                 |                                  | Rivas-Vaciamadrid |      |
| 11624                                                                                      | Aloe - Acebo                                | 1                                                                 |                                  | Rivas-Vaciamadrid |      |
| 07511                                                                                      | Av. Almendros - Río Jarama                  |                                                                   |                                  | Rivas-Vaciamadrid |      |
| 07512                                                                                      | Av. Almendros - Ópera                       |                                                                   |                                  | Rivas-Vaciamadrid |      |
| 07513                                                                                      | Av. Almendros - Av. Zarzuela                |                                                                   |                                  | Rivas-Vaciamadrid |      |
| 07514                                                                                      | Av. Almendros - Integración                 | 333                                                               |                                  | Rivas-Vaciamadrid |      |
| 07516                                                                                      | Av. Miguel Hernández - Luna                 | 330 333 334 1                                                     |                                  | Rivas-Vaciamadrid |      |
| 07517                                                                                      | Av. Miguel Hernández - Los Astros           | 330 333 334 1                                                     |                                  | Rivas-Vaciamadrid |      |
| 15947                                                                                      | Av. Gabriel García Márquez - Instituto      | 330                                                               |                                  | Rivas-Vaciamadrid |      |
| 15948                                                                                      | Av. Gabriel Gª Márquez - Av. Covibar        | 330                                                               |                                  | Rivas-Vaciamadrid |      |
| 09785                                                                                      | Av. Covibar - Colegio                       | 333 334                                                           |                                  | Rivas-Vaciamadrid |      |
| 07525                                                                                      | Av. Covibar - Rosa                          | 333 334                                                           |                                  | Rivas-Vaciamadrid |      |
| 07529                                                                                      | Mediterráneo-Santa Eugenia                  | 312 312A 313 326 332 333 334 336 337 339 341 351 352 353          | Santa Eugenia                    | Madrid            |      |
| 2613                                                                                       | Mediterráneo-Democracia                     | 312 312A 313 326 332 333 334 336 337 339 341 351 352 353 63 145 E |                                  | Madrid            |      |
| 4283                                                                                       | Mediterráneo-Fuente Carrantona              | 312 312A 313 326 332 333 334 336 337 339 341 351 352 353 145 E    |                                  | Madrid            |      |
| 3352                                                                                       | Mediterráneo-Pío Felipe                     | 332 333 334 339 341 145 E                                         |                                  | Madrid            |      |
| 2611                                                                                       | Mediterráneo-Arroyo Fontarrón               | 332 333 339 341 63 143 145 E                                      |                                  | Madrid            |      |
| 07433                                                                                      | Av. Mediterráneo - Conde de Casal           | 332 333 334 336 337 339                                           | Conde de Casal                   | Madrid            |      |
| 50056                                                                                      | Estación de Méndez Álvaro                   |                                                                   | Méndez Álvaro                    | Madrid            |      |